# Prescott (Oregon)
Prescott az Amerikai Egyesült Államok északnyugati részén, Oregon állam Columbia megyéjében helyezkedik el. A 2010. évi népszámláláskor 55 lakosa volt. A város területe 0,16 km², melynek 100%-a szárazföld.

## Történet
1,5 km-re található a hivatalosan Rainierhez tartozó, de Prescotthoz közelebb lévő atomerőmű, melynek hűtőtornyát 2006 májusában robbantották fel. A ma Prescott Beach nevű városrészben (a város nyugati határán) egykoron egy nagyobb fűrésztelep működött.
A város nevét 1905-ben kapta a telep tulajdonosai után. Postahivatala 1907. május 21. és 1946. május 15. között működött.

## Népesség

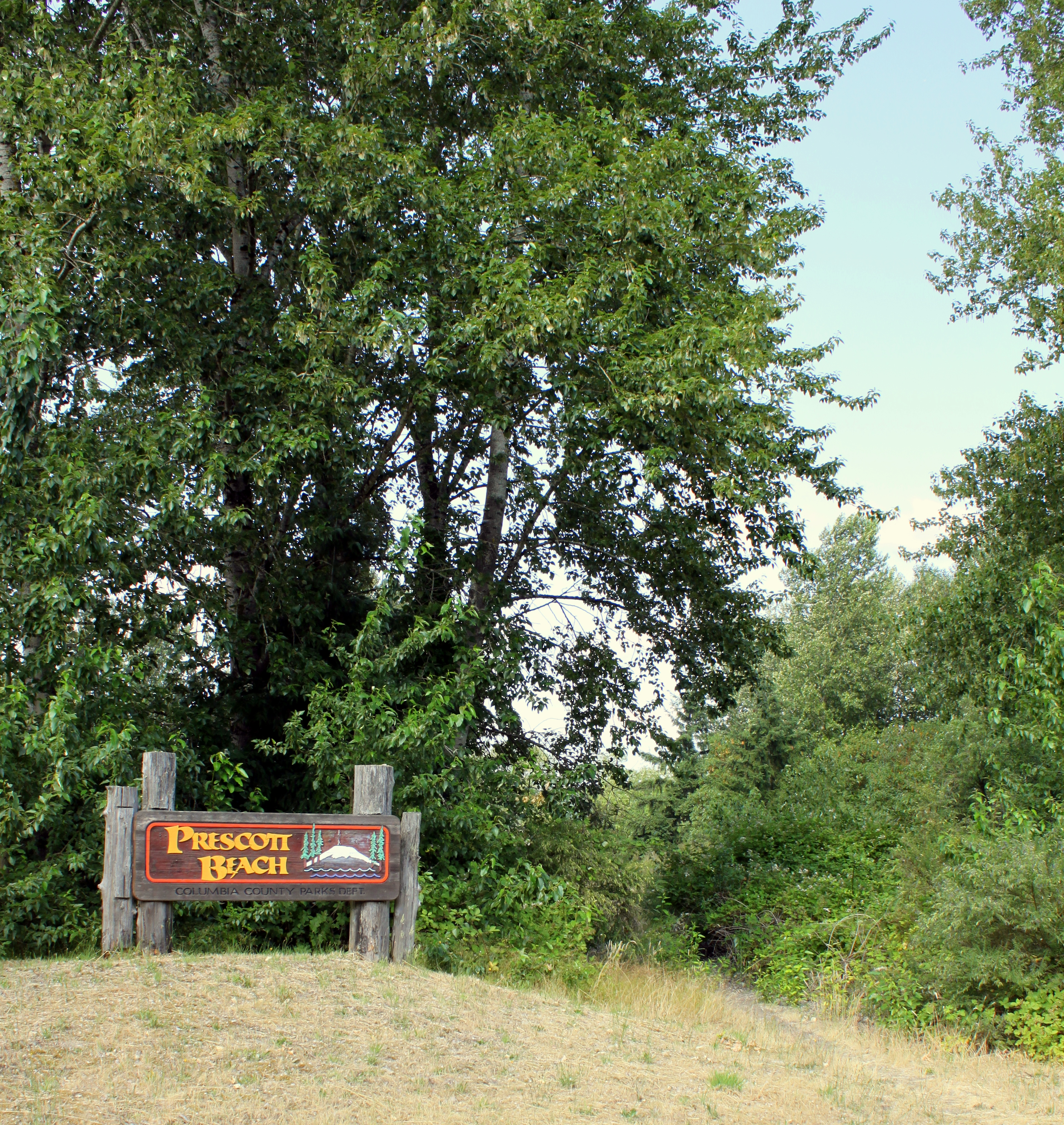
A Prescott Beach-i park bejárata

### 2010
A 2010-es népszámláláskor a városnak 55 lakója, 26 háztartása és 18 családja volt. A népsűrűség 353,9 fő/km². A lakóegységek száma 31, sűrűségük 199,5 db/km². A lakosok 85,5%-a fehér, 1,8%-a afroamerikai, 3,6%-a indián, 9,1% pedig kettő vagy több etnikumú.
A háztartások 11,5%-ában élt 18 évnél fiatalabb. 61,5% házas, 7,7% egyedülálló nő, 30,8% pedig nem család. 30,8% egyedül élt; 3,8%-uk 65 éves vagy idősebb. Egy háztartásban átlagosan 2,12 személy élt; a családok átlagmérete 2,56 fő.
A medián életkor 51,5 év volt. A város lakóinak 9,1%-a 18 évesnél fiatalabb, 1,8% 18 és 24 év közötti, 25,4%-uk 25 és 44 év közötti, 43,6%-uk 45 és 64 év közötti, 20%-uk pedig 65 éves vagy idősebb. A lakosok 54,5%-a férfi, 45,5%-uk pedig nő.

### 2000
A 2000-es népszámláláskor a városnak 72 lakója, 28 háztartása és 19 családja volt. A népsűrűség 463,3 fő/km². A lakóegységek száma 33, sűrűségük 212,4 db/km². A lakosok 95,83%-a fehér, 1,39%-a indián, 2,78%-a pedig kettő vagy több etnikumú.
A háztartások 25%-ában élt 18 évnél fiatalabb. 50% házas, 10,7% egyedülálló nő; 28,6% pedig nem család. 21,4% egyedül élt; 10,7%-uk 65 éves vagy idősebb. Egy háztartásban átlagosan 2,57 személy élt; a családok átlagmérete 2,95 fő.
A város lakóinak 26,4%-a 18 évnél fiatalabb, 4,2%-a 18 és 24 év közötti, 22,2%-a 25 és 44 év közötti, 20,8%-a 45 és 64 év közötti, 26,4%-a pedig 65 éves vagy idősebb. A medián életkor 44 év volt. Minden 18 évnél idősebb 100 nőre 105,7 férfi jut; a 18 évnél idősebb nőknél ez az arány 96,3.
A háztartások medián bevétele 40 000 amerikai dollár, ez az érték családoknál $41 563. A férfiak medián keresete $30 357, míg a nőké $28 750. A város egy főre jutó bevétele (PCI) $13 773. A családok 13%-a, a teljes népesség 7,4%-a élt létminimum alatt; a 18 év alattiaknál ez a szám 14,3%.

## Fordítás
Ez a szócikk részben vagy egészben  a   Prescott, Oregon című angol Wikipédia-szócikk ezen változatának fordításán alapul.  Az eredeti cikk szerkesztőit annak laptörténete sorolja fel. Ez a jelzés csupán a megfogalmazás eredetét és a szerzői jogokat jelzi, nem szolgál a cikkben szereplő információk forrásmegjelöléseként.